# 东北抗日义勇军
东北抗日义勇军是1931年九一八事变以后，中国东北地区平民，警察和东北军部分官兵组成的义勇军、救国军、自卫队等抗日武装的统称，其中也包括中国共产党组建的抗日武装。
东北抗日义勇军无统一领导和编制，各自具有相当独立性，军费主要靠自筹或捐助，主要用轻武器乃至大刀长矛，以游击战为主要作战方式打击敌人。1932年，日本关东军在满洲國军配合下，调集数十万军队进攻义勇军，双方爆发大规模攻防战，义勇军曾给予关东军重创，但自身也损失巨大。1933年，东北抗日义勇军在日军全面进攻下陷于瓦解，部分退入关内，部分与中共领导的反日游击队组建成东北人民革命军，成为东北抗日联军的前身。

## 名称
1929年中东路事件中冯庸大学成立的“歼俄义勇军”，是最早把“义勇”二字与爱国、反抗侵略联系起来并获得广泛传播的义勇军武装组织。
张学良以东北边防司令长官公署名义颁布《国民义勇军组织条例》中写有：“凡属我国国民或团体，以歼除侵占我国土、压迫我民族之强敌为宗旨，且具有为国牺牲效命疆场之志愿者，投为义勇军。”由此规定了义勇军的宗旨和范围。

## 历史
1931年9月18日九一八事变发生时，辽宁省警务处处长黄显声率先率领部分警察部队在沈阳市区抗击日军，后在辽西地区将民团和地方保安部队组成遼寧抗日義勇軍。1931年11月，北平东北社会名流组织的东北民众抗日救国会，将辽宁各地及热东、蒙边地区的义勇军统一改称东北民众自卫义勇军。在辽宁南部、吉林东部和黑龙江嫩江地区进行游击战争。
1932年3月10日满洲国建立后，日本帝国为稳定其殖民统治，不断对义勇军进行“讨伐”。义勇军主动出击，部队迅速发展壮大，是年夏秋达鼎盛时期，总人数约30万。1932年日本关东军在满洲國军配合下，调集数十万大军大举进攻，双方爆发大规模攻防战，东北义军给予关东军重创，但自身损失巨大，一部分退入苏联，一部分留在东北。退入苏联的义勇军4万余人根据苏联与国民政府达成的协议由苏联将其缴械，押送至新疆，进疆后分别奉命进驻迪化与伊犁，进疆部队总人数共为二万四千八百九十四人。由于环境恶劣一万余人冻死在回国的路上。留下的则继续战斗，坚持武装斗争。
1933年國民政府支持東北義勇軍，成立東北協會(1933-1948年)，負責人裴毓貞，並先後將學生送往黃埔軍校，如宋長志、王多年等；到下半年時只遺留少部分，並成为后来东北抗日联军的组成部分。
1934年3月，东北义勇军大溃散后，根据中共珠河中心县委的指示，中共党员赵尚志召集"爱民"、"青林"、"北来"、"七省"、"友好"等十多个反日义勇军首领开会。会上，珠河游击队提出：在不投降、不卖国、反日到底、没收日本帝国主义及其走狗的一切财产和土地充作战费、保护群众利益、武装群众共同反日抗战、允许群众性反日组织的自由等条件下，义勇军与各抗日队伍共同抗日。会上共同决定成立东北反日联合军总司令部，并一致推举赵尚志为总司令。

## 编制
东北抗日义勇军各部來源包括但不限于：
黄显声领导的辽宁抗日义勇军。
彭振国部在热辽边组织抗日武装。
高文彬部在通辽地区成立热辽边宣抚专员行署，组织抗日武装。
李纯华部在辽南盘山一带组织辽南义勇军，后改编为东北民众自卫义勇军第二军团。
1931年10月初凤城县警察署署长邓铁梅在该县建立东北民众自卫义勇军第28路军。
冯占海在五常一带组织吉林自卫军（后改编为吉林抗日义勇军）
宋国荣在磐石一带组织的抗日武装
唐聚五在通化一带组织的抗日武装
1932年1月31日李杜等在哈尔滨成立吉林自卫军。退往吉东与丁超组织抗日斗争
1932年2月，东北军营长王德林在东宁一带建立中国国民救国军。
1932年11月，东北军将领马占山撤至海伦地区後吸收各抗日武装组成义勇军约5万人。
苏炳文部在海拉尔组织黑龙江自卫军、东北民众救国军。

## 与义勇军进行曲的联系
中华人民共和国国歌，即《义勇军进行曲》，是以东北抗日义勇军的形象事迹为原型创作。构成《义勇军进行曲》的关键要素几乎都来自辽宁地区的义勇军军歌和文告中。从誓词、军歌歌词、用词来看，“起来！起来！不愿当亡国奴的人！”“用我们的血肉唤醒起全国民众”“我们不能坐以待毙，必须奋起杀敌”“中华民族到了最危险的时候”“冒着敌人枪林弹雨向前冲”“用我们身体筑起长城！前进啊！前进！前进！”等，这些都与《义勇军进行曲》歌词高度相似，且其时间在先。